# Necrofília
La necrofília, també anomenada tanatofília o necrolagnia, és una mena de parafília que consisteix en l'atracció i l'excitació sexual cap als cadàvers. Es refereix també al manteniment de relacions sexuals efectuades amb cadàvers. La paraula deriva de les paraules gregues νεκρός (nekros; "mort") i φιλία (philia; "amistat"). El terme va estar encunyat pel psiquiatra belga Joseph Guislain, qui el va utilitzar per primer cop a una conferència el 1850.
Així com altres parafílies, també ha estat descrita en animals, tot i que s'ha considerat tradicionalment una activitat purament humana. Concretament en el XIII Congrés Mundial de Sexologia celebrat a València va ser presentat el primer cas filmat de necrofília en gats.
La major part de les societats no toleren la necrofília si és descoberta. Sovint és penalitzada, sota la figura de profanació de cadàvers. Curiosament, però, hi ha societats on, tot i no acceptar-la de bon grat, es disculpa i es comprèn socialment quan es realitza el coit amb una parenta morta a qui s'estimava en vida.